# Cocktail -カクテル-
『Cocktail』-カクテル-は宝塚歌劇団の舞台作品。花組公演。形式名は「レビュー・アラモード」、宝塚・東京・博多座は24場。
作・演出は藤井大介。宝塚・東京・全国ツアー公演の併演作品は『琥珀色の雨にぬれて』、博多座は『あかねさす紫の花』。
博多座では春野寿美礼に合わせて内容を一部変更している。全国ツアーの変更点は第3章を「テキーラ〜ドリーミング・ウエーブ〜」に変更。

## 解説
※『宝塚歌劇100年史（舞台編）』の宝塚大劇場公演参考。
振付にANJU（元宝塚歌劇団花組トップスターの安寿ミラ）を起用した大階段の黒燕尾姿やダンスや、情熱的に踊り歌うラテンメドレーなど、男役の美学を凝縮された、華やかでノリのいいお洒落な作品。
宝塚・東京は花組トップスター・匠ひびきの退団公演。

## 公演期間と公演場所
- 2002年3月1日 - 4月8日　宝塚大劇場[1]
- 2002年5月11日 - 6月23日　東京宝塚劇場[2]
- 2002年8月3日 - 8月25日　博多座[3]
- 2003年10月11日 - 11月2日　全国ツアー[4]

### 全国ツアーの日程
- 10月11日・10月12日　NHK大阪ホール[4]
- 10月14日・10月15日　福岡市民会館[4]
- 10月16日　九州厚生年金会館（北九州市）[4]
- 10月18日　松山市民会館（愛媛県）[4]
- 10月19日　西条総合文化会館（愛媛県）[4]
- 10月21日　ふくやま藝術文化ホール（広島県）[4]
- 10月23日　静岡市民文化会館[4]
- 10月25日　岡谷市文化会館（長野県）[4]
- 10月26日　山梨県立県民文化ホール[4]
- 10月28日　小平市民文化会館（東京都）[4]
- 10月29日　森のホール21（千葉県）[4]
- 10月30日　市川市文化会館（千葉県）[4]
- 11月1日・11月2日　名古屋市民会館[4]

## スタッフ
※氏名の後ろに「宝塚」、「東京」、「博多座」、「全国ツアー」の文字がなければ全公演共通。
- 作曲[1]・編曲[1]：高橋城/鞍富真一/宮原透
- 編曲：小高根凡平（東京）[2]
- 音楽指揮：御﨑惠（宝塚・博多座・全国ツアー）[1]、大谷木靖（東京）[2]
- 振付[1]：羽山紀代美/ケンジ中尾/御織ゆみ乃/若央りさ/ANJU
- 装置：新宮有紀[1]
- 衣装：任田幾英[1]
- 照明：勝柴次朗[1]
- 音響：加門清邦[1]
- 小道具：谷田祥一[1]
- 効果：扇野信夫（宝塚・東京・全国ツアー）[1]、切江勝（博多座）[5]
- 演出助手[1]：齋藤吉正/川上正和
- 音楽助手：青木朝子[1]
- 装置助手：國包洋子[1]
- 衣装補：河底美由紀[1]
- 小道具補：福原徹[1]
- 舞台進行：濱野文宏（宝塚・東京・全国ツアー）[1]、西原徳充（博多座）[5]
- 舞台美術製作：株式会社宝塚舞台[1]
- 演奏：宝塚オーケストラ（宝塚・博多座・全国ツアー）[1]
- 演奏コーディネート：株式会社ダット・ミュージック（東京）[2]
- 制作：木村康久[1]

## 主な配役

### 宝塚・東京
宝塚
- バッカス、カクテル・キング、コニャックS、グラッド・アイ、ジャマイカ・ジョー、ブラック・トルネード、マイタイ、チャーリー、カクテル・キング、スペシャル・カクテル - 匠ひびき[1]
- カクテル・クイーン、アルマニャックS、オーロラ、シルビア、クラウディア、ウォッカS、カクテル・クイーン、カクテル・ドールS - 大鳥れい[1]
- ロイヤル・カルテット、ブレイブ・ブル、ミリオネア、ロブ・ロイ、キール、カクテル・ガイA - 春野寿美礼[1]
- ロイヤル・カルテット、プリメーラ、グリーン・アイズ、ハンター男、カクテル・ガイ - 瀬奈じゅん[1]
- ロイヤル・カルテット、シャルトリューズ、クリスタル・ブルー、ミント・ジュレップ、カクテル・ガイA - 彩吹真央[1]
- ビルド、エバ・グリーン、パッション女A、ハンター女、カクテル・ドールA - 遠野あすか[1]

東京の変更点（匠ひびき・長期休演による）
- バッカス、カクテル・キング、ジャマイカ・ジョー、ブラック・トルネード、マイタイ、チャーリー、ミッドナイト・サン、カクテル・キング、スペシャル・カクテル - 春野寿美礼[2]
- ロイヤル・カルテット、グラッド・アイA、ウォッカA - 楓沙樹[2]
- ロイヤル・カルテット、ミリオネア - 瀬奈じゅん[2]
- クリスタル・ブルー - 貴月あゆむ[2]
- グリーン・アイズ - 彩吹真央[2]
- ロブ・ロイ - 眉月凰[2]

### 博多座
- バッカス、カクテル・キング、グラッド・アイ、ジャマイカ・ジョー、ブラック・トルネード、マイタイ、スピリッツ、カクテル・キング、スペシャル・カクテル - 春野寿美礼[3]
- ロイヤル・デュエット、カクテル・クイーン - 大鳥れい[3]
- ロイヤル・デュエット、カンパリA、ミリオネア、ハンター男、ウォッカA、カクテル・ガイA - 瀬奈じゅん[3]
- カンパリA、ブレイブ・ブル、クリスタル・ブルー、ロブ・ロイ、カクテル・ガイA - 眉月凰[3]
- エバ・グリーン、ハンター女、カクテル・エトワール - 舞風りら[3]

### 全国ツアー
- カクテル・キング、クラブの男1、グラッド・アイ、ブラック・トルネード、マイタイ、スピリッツ、カクテル・キング、スペシャル・カクテル - 春野寿美礼[4]
- カクテル・クイーン、クラブの女S、シルビア、クラウディア、ウォッカS、カクテル・クイーン、カクテル・ドールS - ふづき美世[4]
- カンパリA、クラブの男、ジャマイカジョー、ハンター男、キール、カクテル・ガイS - 蘭寿とむ[4]
- カンパリA、クラブの男A、プリメーラ、ミリオネア、ハンター男、ウォッカA、キール、カクテル・ガイA - 愛音羽麗[4]
- クリスタル・ブルー、ロブ・ロイ - 眉月凰[4]